# Io ti conosco (film)
Io ti conosco è un film italiano del 2025 scritto e diretto da Laura Angiulli.
Il film, che vede come protagonista Sara Drago nel ruolo di Nina, è ambientato a Napoli e tratta il tema del femminicidio e della violenza di genere.

## Trama
Nina è una montatrice che vive sospesa tra la sua vita quotidiana e quella fittizia dei film su cui lavora. Nina nasconde un trauma legato all'infanzia e deve inoltre fare i conti con la misteriosa scomparsa di suo marito Giulio. Messasi alla ricerca del marito, fa la conoscenza di un uomo di nome Francesco.

## Distribuzione
Il film è stato presentato in concorso al XIV Festival del cinema di Spello il 9 marzo 2025, per poi essere distribuito nei cinema italiani dal 27 marzo seguente.